# Relations entre la Chine et le Pakistan

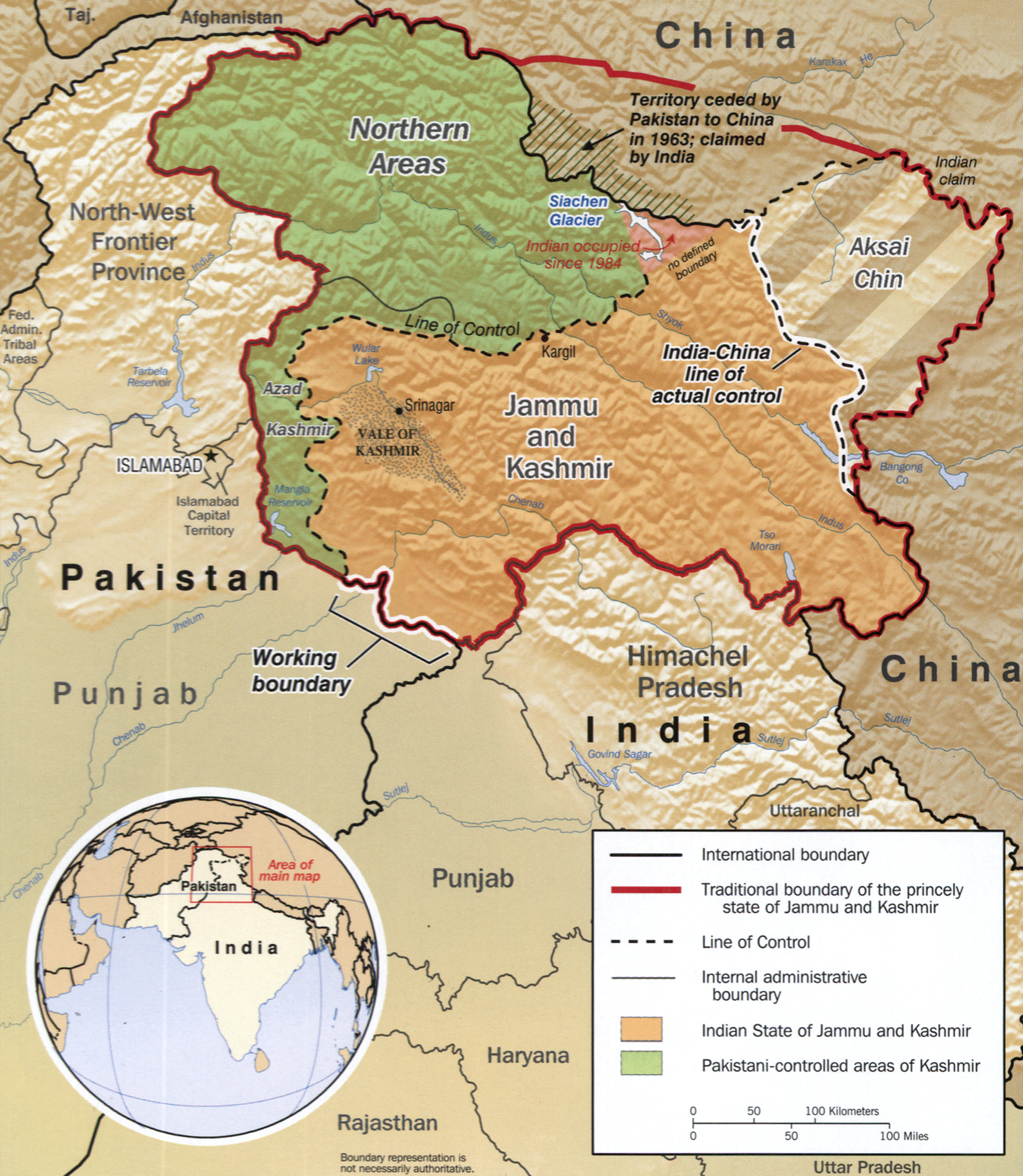
Territoire au Cachemire cédé par le Pakistan à la Chine en 1963 (cliquer pour agrandir). Celui-ci est revendiqué par l'Inde.

Les relations entre la Chine et le Pakistan sont des relations internationales s'exerçant entre deux États d'Asie, la république islamique du Pakistan et la république populaire de Chine. Elles sont marquées par une entente cordiale et se sont particulièrement renforcées à partir des années 1960. Les deux pays ont en commun leur rivalité avec l'Inde. 

## Histoire des relations sino-pakistanaises
Les relations formelles débutent en 1950 lorsque le Pakistan rompt ses relations avec la république de Chine (Taïwan) et reconnait l'autorité de la république populaire de Chine comme seule représentant légitime de la Chine dans le cadre de la guerre civile chinoise entre nationalistes et communistes. C'est le premier pays musulman à le faire.
À la suite de la guerre sino-indienne en 1962, les deux pays s'accordent une importance sur le maintien d'une relation très étroite et solidaire entre eux. La république populaire de Chine fournit une aide économique, militaire et technique au Pakistan et chacun considère l'autre comme un proche allié stratégique,,. L'accord sino-pakistanais de 1963 permet aux deux pays de régler leur litige frontalier et la vallée de Shaksgam est cédée à la Chine. 
Le Pakistan est membre de l'Organisation de coopération de Shanghai depuis 2017 après avoir été un membre observateur à partir de 2005.

## Commerce et zone de libre-échange

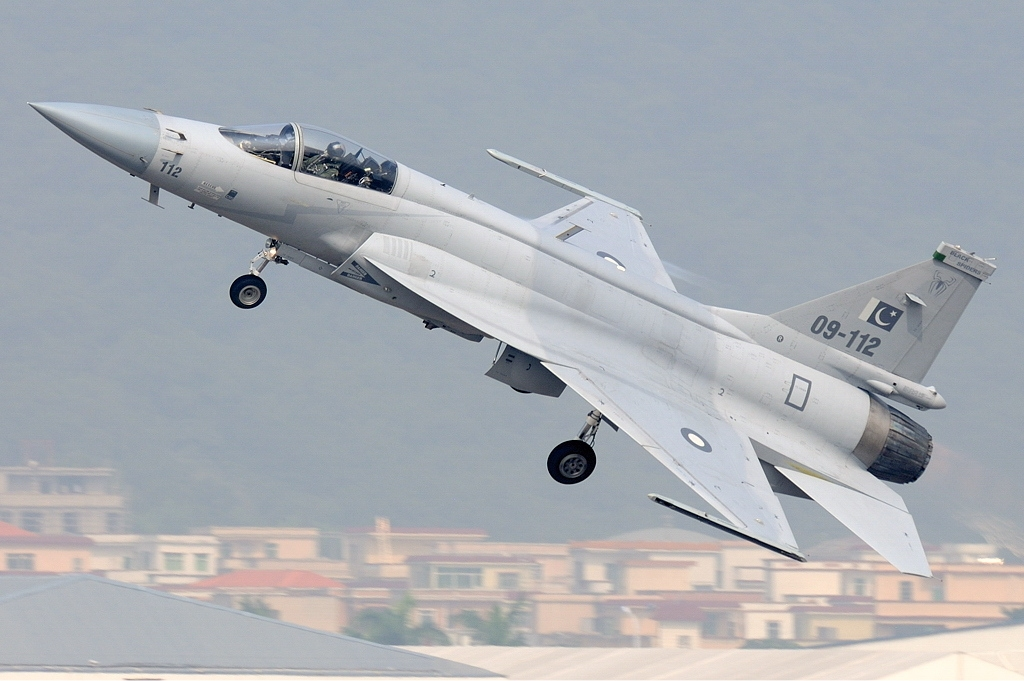
Le JF-17 Thunder est un projet d'avion de combat multirôles développé conjointement par le Pakistan et la Chine.

De nombreux hommes d'affaires chinois investissent au Pakistan et les deux États ont mis en place une zone de libre-échange.
En 2010, le premier ministre chinois Wen Jiabao visite le Pakistan et annonce la signature de plus de 30 milliards de dollars de contrats.
Quelque 20 000 ressortissants chinois étaient installés au Pakistan en 2013, cette population étant surtout composée d'hommes d'affaires chinois (avec souvent leur famille), de conseillers militaires, d'ouvriers du BTP (bâtiment), et divers autres, dont le personnel diplomatique. Le chiffre peut varier d'une année à une autre, car de nombreux Chinois ont un contrat court. À ce chiffre, il faut aussi ajouter environ 500 ressortissants de la zone administrative spéciale de Hong Kong.
Les ressortissants chinois au Pakistan sont souvent anglophones, une condition conseillée pour pouvoir communiquer avec l'administration pakistanaise. Globalement, 80 % des ressortissants chinois au Pakistan vivent et travaillent dans les dix plus grandes villes pakistanaises (dont Karachi et Lahore).  
En 2015, les deux pays signent le corridor économique Chine-Pakistan, un ensemble d'investissements d'infrastructures au Pakistan.
Au Pakistan, un grand nombre d'habitants locaux se plaignent que les entreprises chinoises ne créent pas d'emplois pour la population locale. Par exemple, pour ce qui concerne les entreprises du BTP (bâtiment), les ouvriers et la main-d'œuvre viennent de Chine.